# Trumpler 14
Trumpler 14 (również Collinder 230) – młoda gromada otwarta znajdująca się w mgławicy Carina w konstelacji Kila, w odległości około 8000 lat świetlnych od Ziemi. Została skatalogowana przez Roberta Trumplera w jego katalogu jako Trumpler 14.
Gromada Trumpler 14 jest najmłodszą z kilku masywnych gromad znajdujących się w obrębie Mgławicy Carina. Ma ona zaledwie około 500 tys. lat. Jest to stosunkowo duża gromada, co widać na zdjęciach wykonanych przez Europejskie Obserwatorium Południowe z wykorzystaniem optyki adaptatywnej teleskopu VLT. Centrum Trumpler 14 jest również jednym z najbardziej zagęszczonych gwiazdami obszarów w obrębie Mgławicy Carina. W obszarze tym doliczono się blisko 2000 gwiazd o masach od 1/10 do kilkudziesięciu mas Słońca znajdujących się na obszarze około 6 lat świetlnych, czyli w odległości tylko nieznacznie większej niż odległość od Słońca do najbliższej gwiazdy.
Gromada Trumpler 14 jest niezwykła, gdyż zawiera różne rodzaje gwiazd. Kilka z nich to biało-niebieskie, gorące i masywne gwiazdy, które swym intensywnym promieniowaniem ultrafioletowym oraz silnym wiatrem gwiezdnym oświetlają i ogrzewają otaczający je gaz i pył. Te gorące i masywne gwiazdy szybko spalają cały swój zapas paliwa i już za kilka milionów lat ich ewolucja zakończy się wybuchem supernowej. Kilka innych to pomarańczowe gwiazdy kontrastujące z niebieskimi. Jednak w rzeczywistości te gwiazdy znajdują się za gromadą, a ich barwa jest skutkiem absorpcji niebieskiej części widma przez zasłonę pyłu i gazu Mgławicy Carina.

Okolice gromady (zdjęcie VLT)
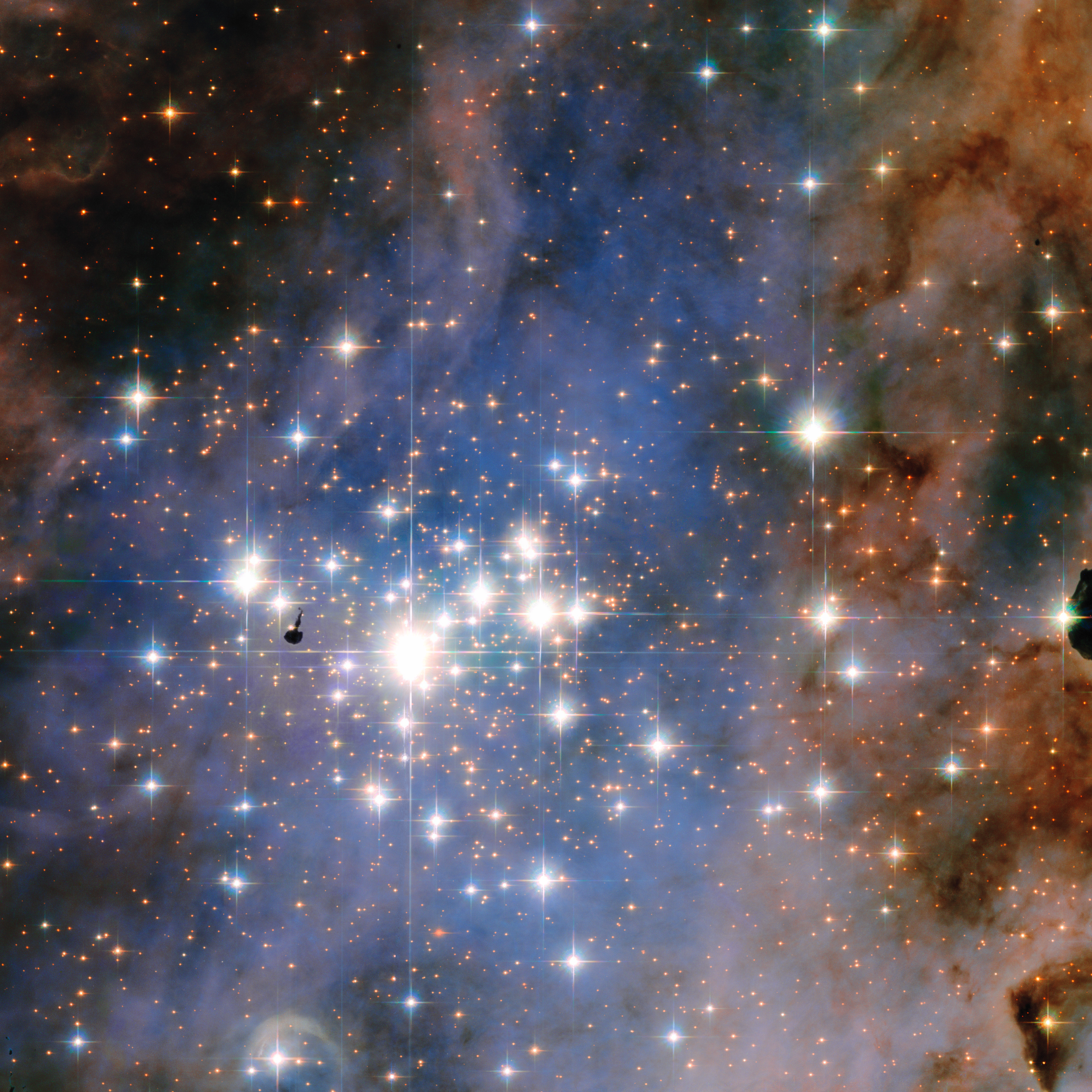
Zdjęcie gromady (HST)